# Тула (Веракрус)
Тула (исп. Tula) — посёлок в юго-восточной части Мексики, на территории штата Веракрус. Входит в состав муниципалитета Анхель-Кабада.

## Географическое положение
Тула расположен в юго-восточной части штата, на правом берегу реки Теколапан, на расстоянии приблизительно 186 километров к юго-востоку от города Халапа-Энрикеса, административного центра штата. Абсолютная высота — 70 метров над уровнем моря.

## Население
Согласно данным, полученным в ходе проведения официальной переписи 2005 года, в посёлке проживало 1445 человек (712 мужчин и 733 женщины). Насчитывался 401 дом. По возрастному диапазону население распределилось следующим образом: 32,9 % — жители младше 18 лет, 54,1 % — между 18 и 59 годами и 13 % — в возрасте 60 лет и старше. Уровень грамотности среди жителей старше 15 лет составлял 89,6 %.
По данным переписи 2010 года, численность населения Тулы составляла 1356 человек. Динамика численности населения посёлка по годам:
| 2000 | 2005 | 2010 |
| ---- | ---- | ---- |
| 1411 | 1445 | 1356 |